# Edmond Leveugle
Edmond Leveugle, né le 21 novembre 1904 à Tourcoing et mort le 29 janvier 1986 à Tournai, est un footballeur français évoluant au poste d'attaquant.

## Carrière
Edmond Leveugle évolue au RC Roubaix lorsqu'il connaît sa première et unique sélection en équipe de France de football. Il affronte le 11 avril 1926 lors d'un match amical l'équipe de Belgique de football. Leveugle inscrit le troisième but français à la quarantième minute, les Français s'imposant finalement sur le score de quatre buts à trois. 